# Cyprideis littoralis
Cyprideis littoralis är en kräftdjursart som beskrevs av Brady. Cyprideis littoralis ingår i släktet Cyprideis och familjen Cytherideidae. Inga underarter finns listade i Catalogue of Life.